# قطعنامه ۱۸۰۴ شورای امنیت
قطعنامه ۱۸۰۴ شورای امنیت سازمان ملل متحد که در تاریخ ۱۳ مارس ۲۰۰۸ تصویب شد، سندی بین‌المللی دربارهٔ وضعیت در منطقه دریاچه بزرگ است. این قطعنامه طی نشست ۵۸۵۲ام با ۱۵ رای موافق، ۰ مخالف و ۰ ممتنع تصویب شد.